# Beatrice Hurrle
Beatrice Hurrle (* 1976 in Salzburg) ist Professorin für Organisations- und Kommunikationspsychologie, Soziale und Interkulturelle Kompetenzen, Statistik und Empirische Methodenlehre sowie Gender an der Hochschule Kehl.

## Leben
Hurrle studierte 1995 bis 2001 Psychologie und Betriebswirtschaftslehre u. a. an der Universität Mannheim, wo sie mit einer Diplom-Arbeit zum Thema Sozialkompetenz von Gruppen als Schlüsselvariable teilautonomer Gruppenarbeit abschloss. Im Jahr 2007 promovierte sie an der Universität Mannheim zum Thema Persönlichkeitstrainings in der Wirtschaft. Nach Tätigkeiten u. a. als wissenschaftliche Mitarbeiterin an der Universität Mannheim und Dozentin an der Dualen Hochschule Karlsruhe wurde sie im Jahr 2012 als Professorin an die Hochschule Kehl berufen.
Sie arbeitet mit den Mitteln der empirischen Forschung zu den Themen demografieorientiertes Personalmanagement und interkulturelle Öffnung in der kommunalen Verwaltung.

## Schriften (Auswahl)
- Interkulturelle Öffnung der Hochschulen für öffentliche Verwaltung – eine Strategie im Umgang mit dem demographischen Wandel?. In: J. Beck & J. Stember (Hrsg.) Der demographische Wandel – Zwischen Digitalisierung, Aufgabenwandel und neuem Personalmanagement. Schriften des Praxis- und Forschungsnetzwerks der Hochschulen für den öffentlichen Dienst, Bd. 2. Baden-Baden 2020: Nomos Verlag, S. 247–266. ISBN 978-3-8487-6149-4
- Beatrice Hurrle (Ko-Autorin): Nachhaltiges Organisations- und Personalmanagement im demographischen Wandel. In: Kommunale Nachhaltigkeit. Nomos, Baden-Baden 2013. ISBN 978-3-8487-0176-6
- Beatrice Hurrle: Persönlichkeitstrainings in der Wirtschaft. Harland Media, Lichtenberg 2007. ISBN 978-3-938363-20-1
- Beatrice Hurrle (Ko-Autorin): Sind Key Informants verlässliche Datenlieferanten? In: Die Betriebswirtschaft. Schäffer-Poeschel, Stuttgart 2005. ISSN 0342-7064. S. 584–602
- Beatrice Hurrle: Sozialkompetenz von Gruppen als Schlüsselvariable teilautonomer Gruppenarbeit. Mannheim, Univ., Diplomarb., 2001